# Don't Wanna Lose This Feeling
"Don't Wanna Lose This Feeling" er en sang med den australske sanger Dannii Minogue fra hendes tredje studiealbum Neon Nights (2003), udgivet som albummets fjerde single i juni 2003. Singlen nåede top 20 i mange lande og førstepladsen på den britiske clubliste.

## Listeplaceringer
"Don't Wanna Lose This Feeling" blev officielt udgivet i Storbritannien og Irland den 9. juni 2003. Sangen nåede femtepladsen på UK Singles Chart den 21. juni 2003. Den følgende uge faldt "Don't Wanna Lose This Feeling" til nummer 18, og den forlod hitlisten i sin niende uge efter udgivelsen. Singlen blev Minogues syvende sang, som nåede førstepladsen på Upfront Club Chart i Storbritannien. Sangens bedste placering blev nummer 38 i Irland, og den kom i top 50 i Belgien og Frankrig.
I Australien nåede sangen nummer 22 på ARIA Charts den 27. juli 2003 og forblev på hitlisterne i fire uger. I USA blev sangens bedste placering en ottndepladse på Billboard (Hot Dance Airplay).

## Andre version
En mashup mellem "Don't Wanna Lose This Feeling" og Madonna-singlen "Into the Groove" fra 1985 blev også udgivet.

## Formater og sporliste
Britisk cd-single
1. "Don't Wanna Lose This Feeling" (Al Stone's Radio Edit) – 3:33
2. "Don't Wanna Lose This Groove" (Radio version) – 3:16
3. "Goodbye Song" – 3:50
4. "Don't Wanna Lose This Feeling" (Music video)

12" single
1. "Don't Wanna Lose This Feeling" (Stella Brown Vocal Mix) – 6:49
2. "Don't Wanna Lose This Groove" (Extended Remix) – 5:06
3. "I Begin to Wonder" (DJ Bardot Remix) – 7:48

Australsk cd-single
1. "Don't Wanna Lose This Feeling" (Al Stone's Radio Edit) – 3:33
2. "Don't Wanna Lose This Groove" (Radio version) – 3:16
3. "Don't Wanna Lose This Feeling" (Stella Brown Vocal Mix) – 6:49
4. "Don't Wanna Lose This Groove" (Extended Bootleg Mix) – 5:06
5. "Goodbye Song" – 3:50

## Hitlister
| Hitliste (2003)                        | Placering |
| -------------------------------------- | --------- |
| Australien (ARIA Charts)               | 22        |
| Belgien (Ultratop)                     | 43        |
| Nederlandene (Dutch Top 40)            | 66        |
| Frankrig (SNEP)                        | 40        |
| Irland (Irish Singles Chart)           | 38        |
| Storbritannien (UK Singles Chart)      | 5         |
| Storbritannien (UK Upfront Club Chart) | 1         |
| USA (Billboard Hot Dance Airplay)      | 8         |